# Сара Али Хан
Сара Али Хан Патауди (родена на 12 август 1995 г.) е индийска актриса, която работи във филми на хинди. Родена в семейство Патауди, тя е дъщеря на актьорите Амрита Сингх и Сейф Али Хан. След като завършва история и политически науки от Колумбийския университет, Хан започва актьорската си кариера през 2018 г. с романтичната драма Kedarnath и екшън комедията Simmba. И двата филма са комерсиално успешни, а първият ѝ носи наградата „Филмфеър“ за най-добър женски дебют.

## Личен живот
Сара Али Хан е родена на 12 август 1995 г. в Бомбай, Индия, дъщеря на Сейф Али Хан и Амрита Сингх. Родителите и са Боливудски актьори. Сара е от пущунски, бенгалски и мюсюлманско-асамски произход по бащина линия и от сикхиски и пенджабско-мюсюлмански произход по майчина линия.
Сара започва кариерата си в шоубизнеса на четири години, когато участва в реклама. Според баща си, Сейф, сара черпи вдъхновение от актрисата Айшвария Рай, след като гледа нейно участие в спектакъм в Чикаго. През 2009 г. родителите на Сара се развеждат и майка и получава попечителство, като на баща и първоначално му е забранено да вижда Сара и брат и.
Като тинейджър Сара има проблеми с теглото и е подложена на строг фитнес режим, за да влезе във форма. По това време и е открит синдром на поликистозните яйчници, който Сара смята за виновен за високото си тегло. Сара учи история и политически науки в Колубийския университет в Ню Йорк. През 2016 г. матрикулира след само три години следване. След година и половина фитнес тренировки се завръща в Индия.